# 2059 Baboquivari
2059 Baboquivari è un asteroide near-Earth. Scoperto nel 1963, presenta un'orbita caratterizzata da un semiasse maggiore pari a 2,6519863 UA e da un'eccentricità di 0,5301780, inclinata di 11,07597° rispetto all'eclittica.
L'asteroide è dedicato al Picco di Baboquivari, montagna sacra dei Tohono O'odham, aborigeni del nord del Sonora e del sud dell'Arizona.